# Pseudochalcia inconspicua
Pseudochalcia inconspicua là một loài bướm đêm trong họ Noctuidae.